# Halticopterina altiverticalis
Halticopterina altiverticalis är en stekelart som beskrevs av Andersen 1990. Halticopterina altiverticalis ingår i släktet Halticopterina och familjen puppglanssteklar. Inga underarter finns listade i Catalogue of Life.